# Dideba

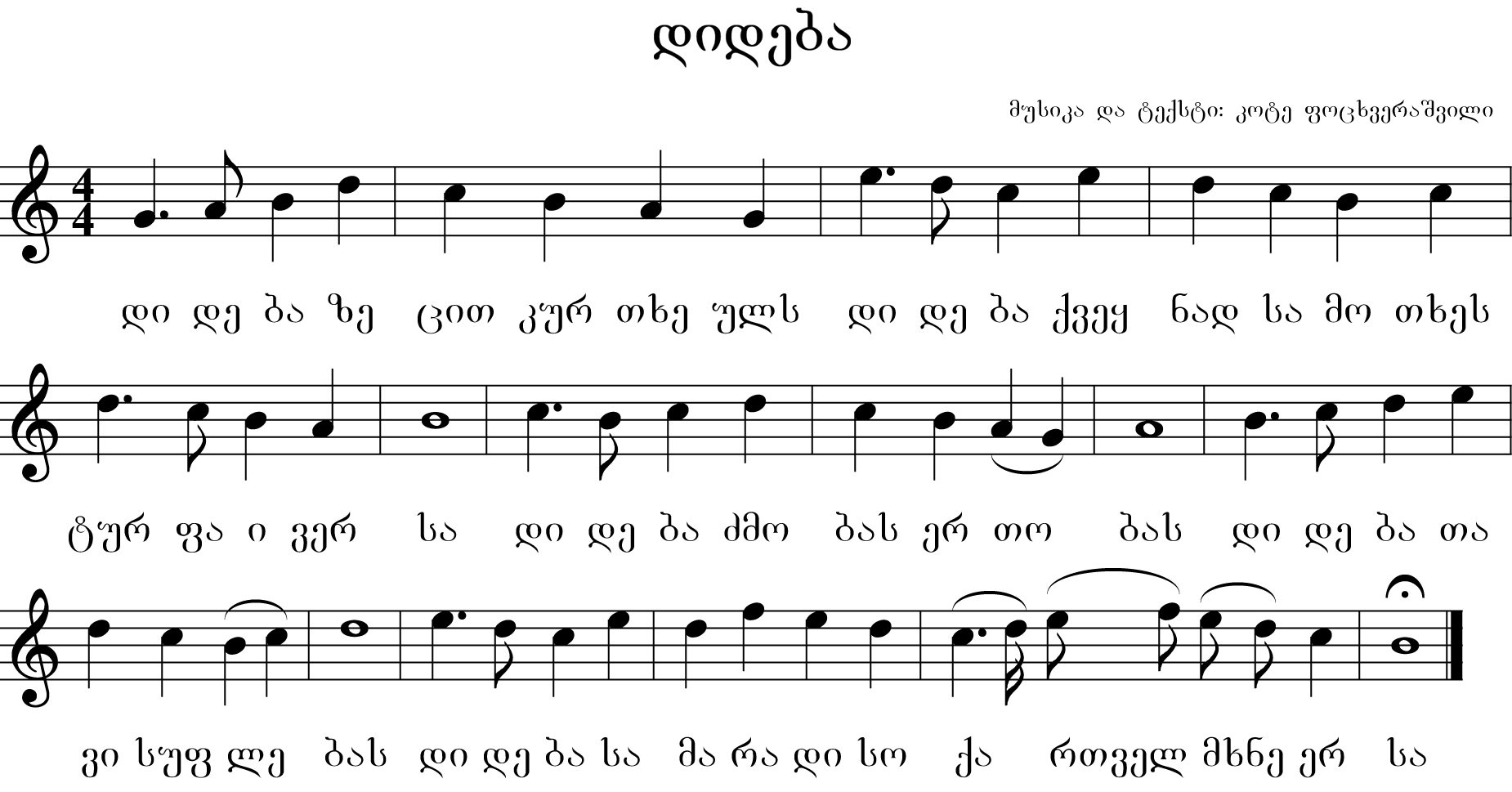
„Dideba“ Notes

Dideba (deutsch – Es sei gepriesen, georgisch – დიდება [dideba]) ist der Titel der früheren georgischen Nationalhymne. Sie wurde bereits von der Ersten Republik Georgiens 1918 bis 1921 verwendet. Weil sich Georgien in der Rechtsnachfolge dieses Staates sieht, wurde sie 1991 übernommen. Text und Melodie stammen von Kote Pozchweraschwili.
Georgiens Präsident Micheil Saakaschwili hatte im Februar 2004 eine neue Nationalhymne in Auftrag gegeben. Sie wurde im April 2004 mit dem Titel Tawisupleba vom Parlament beschlossen.

## Text
Text (in georgischer Schrift):
დიდება ზეცით კურთხეულს,
დიდება ქვეყნად სამოთხეს
ტურფა ივერსა.
დიდება ძმობას, ერთობას.
დიდება თავისუფლებას,
დიდება სამარადისო
ქართველ მხნე ერსა!
დიდება ჩვენსა სამშობლოს,
დიდება ჩვენი სიცოცხლის
მიზანს დიადსა;
ვაშა ტრფობასა, სიყვარულს,
ვაშა შვებასა, სიხარულს.
სალამი ჭეშმარიტების
შუქ–განთიადსა!

## Deutsche Transkription
Dideba sezit kurtcheuls,
dideba kweqnad ssamotches
turpa iwerssa.
Dideba dsmobas, ertobas.
Dideba tawissuplebas,
dideba ssamaradisso
kartwel mchne erssa!
Dideba tschwenssa ssamschoblos,
Dideba tschweni ssizozchlis
Misans diadssa;
Wascha trpobassa, ssiqwaruls.
Wascha schwebassa, ssicharuls,
ssalami tscheschmaritebis
schuk–gantiadssa!

## Übersetzung
Es sei gepriesen vom Himmel gesegnet,
es sei gepriesen das Paradies auf Erden
das schöne Iwerien.
Es sei gepriesen die Brüderlichkeit, die Einigkeit.
Es sei gepriesen die Freiheit.
Es sei gepriesen auf ewig
das mutige Volk der Georgier!
Es sei gepriesen unsere Heimat,
es sei gepriesen unsres Lebens
höchstes Ziel;
Leben, Liebe,
Friede, Freude.
Es sei gegrüßt das lichtspendende
Morgenrot der Wahrheit!

## (Norm ISO 9984:1996)
Dideba zec’it’ kurt’xeuls,
dideba k’veqnad samot’xes
turp’a iversa.
Dideba jmobas, ert’obas.
Dideba t’avisup’lebas,
dideba samaradiso
kart’vel mxne ersa!
Dideba č’vensa samšoblos,
Dideba č’veni sic’oc’xlis
Mizans diadsa;
Vaša trpobasa, siqvaruls.
Vaša švebasa, sixaruls,
salami češmarit’ebis
šuk’–gant’iadsa!

## Offizielle Transliteration
Dideba zetsit k’urtkheuls,
dideba kveq’nad samotkhes
t’urpa iversa.
Dideba dzmobas, ertobas.
Dideba tavisuplebas,
dideba samaradiso
kartvel mkhne ersa!
Dideba chvensa samshoblos,
Dideba chveni sitsotskhlis
Mizans diadsa;
Vasha t’rpobasa, siq’varuls.
Vasha shvebasa, sikharuls,
salami ch’eshmarit’ebis
shuk–gantiadsa!